# Giovanni Cagliero
Giovanni Cagliero (Castelnuovo d'Asti, província d'Asti, 11 de gener, 1838 - Roma, 28 de febrer, 1926) fou un cardenal, compositor i missioner salesià.
El 1851 ingressà en l'Oratori de Sant Francesc de Sales, a Torí. Als vint anys prengué el títol de mestre de Música del Conservatori de Torí i poc temps després començà a compondre, cultivant la Música fins a l'edat de seixanta anys, en les breus hores que li deixaven lliures les seves ocupacions i els treballs de les Missions. En la joventut de Cagliero la música estava desastrosament profanada i ell es proposà donar-li nova vida, emmotllant les harmonies a l'estricte sentit litúrgic. Però per fer-se llegir i agradar hagué d'acomodar-se força al geni i esperit de l'època, i així la seva música és música de transició, un pas decisiu vers la música harmònica i greu que Pius X consagrà en la seva cèlebre Motu proprio de 1904.
Entre les seves composicions, les més anomenades són la Missa de Maria Auxiliadora, composta expressament per a la consagració del cèlebre santuari de Maria Auxiliadora de Torí, i la de Rèquiem, que va compondre a la mort de la seva mare el 1885. Algunes de les seves obres assoliren fins a 16 edicions. Quan el Motu proprio, Cagliero prohibí executar en l'església la seva música religiosa i la recollí tota, i per assajar-se en el nou gènere va compondre un Saepe dum Christi, o Himne de Maria Auxiliadora, estrictament litúrgic.
A més de les composicions religioses, té infinitat de romances, himnes i cants, alguns dels quals, com L'arfanello, Lo Spazzaccamino i Il Pacciatore, assoliren gran notorietat. El 1864 s'ordenà de sacerdot. El mateix any es presentà el còlera a Castenuovo d'Asti, i Cagliero aconseguí permís per anar assistir als apestats, com també o havia fet a Torí al costat de Dom Bosco en el mateix cas. Tals serveis prestà que el Municipi jutgà un deure condecorar-lo amb una creu de beneficència creada expressament. El 1870, en la Universitat de Torí aconseguí l'orla de doctor i començà una sèrie de predicacions que el feren cèlebre arreu del Piemont. El 1875 era professor de Teologia, mestre de Cant i Música, director espiritual de diversos instituts i, en unió amb Don Rúa, el braç fort de la jove Societat de Sant Francesc de Sales.

## Patagònia
En aquest any el fundador dels Salesians determinà enviar la primera expedició de missioners a l'Amèrica del Sud, en la qual anà Cagliero. Allà fundà els casals de Buenos Aires i intentà entrar en les tribus salvatges de la Patagònia i Terra del Foc, llocs inhospitalaris on havien mort quants missioners s'hi havia aventurat. Després de la temptativa, cridat per Dom Bosco, tornà a Europa, fundà l'obra salesiana a Espanya amb el Col·legi d'Utrera i les Escoles de Sarrià (Barcelona); s'encarregà de la direcció espiritual de tota la Congregació Salesiana, càrrec al qual renuncià per anar a posar-se al front de les Missions amb el títol de Bisbe de Mágida i vicari apostòlic de la Patagonia i Terra del Foc.
El 1884 ajudat eficaçment pels governs argentí i xilè, entrà definitivament amb els seus missioners en el vast territori que es dilata des del 35º al 55º de longitud sud, i des de l'oceà Atlàntic al Pacífic. Durant vint anys va recórrer en totes direccions aquesta extensió enorme d'1.500.000 km², explorant-la i catequitzant tribus i pobles. Els indis de La Pampa, els tehuelches, els alcalufs, els ones i els habitants de les illes Malvines foren evangelitzats i civilitzats per Cagliero i els seus deixebles.
En les residencies es formaren centres i ciutats, s'aixecaren esglésies, hospitals, secretariats del poble per a emigrats europeus o argentins, escoles i col·legis, observatoris meteorològics, arts i oficis, bandes de música, impremtes, granges agrícoles, etc. I com si això no fos prou, Cagliero fundà les Missions del Chaco paraguaià i del Chaco argentí, civilitzà els indis tobas i fou visitador de les Missions salesianes del Brasil. El 1904 el Papa l'elevà a la cadira arquebisbal de Sebaste i el nomenà visitador apostòlic de diverses diòcesis d'Itàlia. Per última vegada visità la seva Missió, en la qual el Govern argentí havia creat la Governació de les Pampas, i els territoris de Neaquén, Chubut, Santa Cruz, Terra del Foc i illes Malvines; en totes elles se li tributaren amplíssims honors.

El governador de Viedma, Rómulo Samiento, en nom de la República, li'n digué que 
| « | Argentina li viuria eternament agraïda perquè ell era el civilitzador de mitja Rapública. | » |

I l'arquebisbe li respongué.
| « | No he fet sinó complir amb un deure de religiós. | » |

El 1908 Cagliero fou nomenat delegat apostòlic de les sis Repúbliques centre-americanes, fins que fou creat i publicat cardenal del títol de San Bernardo alle Terme, pel papa Benet XV en el Consistori del 6 de desembre de 1915. El 1917 formà part de les Congregacions de Religiosos, de Propagande Fide, de Propaganda pels assumptes del ritu oriental i Ritus.